# Curtara regela
Curtara regela är en insektsart som beskrevs av Delong 1979. Curtara regela ingår i släktet Curtara och familjen dvärgstritar. Inga underarter finns listade i Catalogue of Life.